# Stasys Lozoraitis
Stasys Lozoraitis (ur. 5 września 1898 w Kownie, zm. 24 grudnia 1983 w Rzymie) – litewski polityk i dyplomata, minister spraw zagranicznych Litwy w latach 1934–1938.
Na początku lat dwudziestych sprawował funkcję posła Republiki Litewskiej w Berlinie.
W 1934 roku zastąpił Dovasa Zauniusa w roli ministra spraw zagranicznych Litwy – miało to związek z przejściem państwa litewskiego na pozycje bardziej ugodowe wobec Polski.
Po okupacji Litwy przez Armię Czerwoną w czerwcu 1940 roku wyjechał na Zachód, zamieszkał w Rzymie, gdzie utworzył emigracyjny rząd litewski sprzeciwiający się aneksji Litwy przez ZSRR.
Jego żoną była siostra stryjeczna Józefa Mackiewicza, Vincenta Matulaitytė-Lozoraitienė. Ślub wzięli w 1922. Synami Stasysa i Vincenty byli Stasys Lozoraitis (junior) i Kazys Lozoraitis.
Został odznaczony m.in. estońskim Orderem Krzyża Orła I klasy (1934).